# Distretto di Gia Binh
Il distretto di Gia Binh (vietnamita: Gia Bình) è un distretto (huyện) del Vietnam che nel 2019 contava 103.517 abitanti.
Occupa una superficie di 108 km² nella provincia di Bac Ninh. Ha come capitale Gia Binh.